# Гавасето (Ређо Емилија)
Гавасето је насеље у Италији у округу Ређо Емилија, региону Емилија-Ромања.
Према процени из 2011. у насељу је живело 502 становника. Насеље се налази на надморској висини од 59 м.